# Johann Baptist Weber (Baumeister)
Johann Baptist Weber (* 28. August 1756 in Bräunlingen; † 3. März 1826 in St. Peter (Hochschwarzwald)) war ein Baumeister des frühen Klassizismus in Südwestdeutschland. 

## Leben
Johann Weber war der Sohn des aus Pfohren stammenden Michael Weber. Er heiratete am 3. Februar 1784 in Bräunlingen die Maria Anna Käfer aus Aufen, heute ein Stadtteil von Donaueschingen. Sie war vielleicht eine Verwandte des 1775 im Alter von 42 Jahren verstorbenen Freiburger Münsterbaumeisters Johann (Johannes Kefer) Käfer, der ebenfalls aus Donaueschingen stammte.
1805 wurde Weber zum Klosterbaumeister von St. Peter berufen. Abt Ignaz Speckle schrieb am 8. August 1805: „Da ich den Johann Weber von Bräunlingen, welcher den Bau zu Gremmelsbach führet, als einen ehrlichen, verständigen, treuen Mann bei diesem Geschäfte kennenlernte, nahm ich denselben auf dessen Ansuchen zum hiesigen Baumeister an und gab ihm heute die Zusicherung.“ Neben der Barockkirche und den Konventsgebäuden war der Klosterbaumeister auch zuständig für die Gebäude des Klosters im Ort, den Petershof in Freiburg, Gebäude in Zähringen, das Priorat in St. Ulrich, die Propstei in Sölden und die Kirchen und Pfarrhäuser in Stegen-Eschbach, Waldau und Neukirch. Nachdem Weber im April 1806 nach St. Peter gezogen war, blieben ihm aber gerade noch acht Monate für die Ausübung seines Amtes, bis die Abtei im November 1806 im Zuge der Säkularisation aufgehoben wurde. Er wurde als „herrschaftlicher Werkmeister“ in badische Dienste übernommen.
Sohn des Johann Weber war der Steinbildhauer Matthias Weber (* 5. Februar 1790 in Bräunlingen; † 5. April 1866 in St. Peter), von dem noch Steinhauerarbeiten auf den Friedhöfen von St. Peter, St. Ulrich, Waldau und Buchenbach sowie dem Alten Friedhof von Freiburg zu finden sind. Nach 1820 war er nur noch als Bauunternehmer (Werkmeister) tätig. Sein Sohn war der Kunstmaler Dominik Weber.
Das Leben und Werk Webers und seiner Nachkommen hat der Ratsschreiber und Heimatforscher von St. Peter, Klaus Weber, erforscht.

## Werk
Es sind zwei eigene Werke von Weber bekannt: Einerseits die Pfarrkirche St. Josef in Gremmelsbach, ein schlichter spätbarocker Bau, bei dem Abt Ignaz Speckle ihn kennengelernt hatte. Dieser war für die Bauaufsicht zuständig, nachdem die Kosten neben einer Spende von Erzherzog Ferdinand von den Breisgauer Stiften übernommen worden waren. Andererseits die Pfarrkirche St. Blasius in Buchenbach, die später erweitert wurde und heute neugotisch überformt ist. Der Plan Webers sah eine „noch in reichem Barock gehaltene, übermäßig am Türmchen und an den Außenseiten gegliederte Kirche vor“, schreibt der Kunsthistoriker Joseph Sauer. Oberbaurat Friedrich Theodor Fischer und der Weinbrennerschüler Friedrich Arnold nahmen eine Überarbeitung vor, die möglicherweise in den abgebildeten Entwurfsplänen zu sehen ist. 

Entwurfsplan der Kirche in Buchenbach
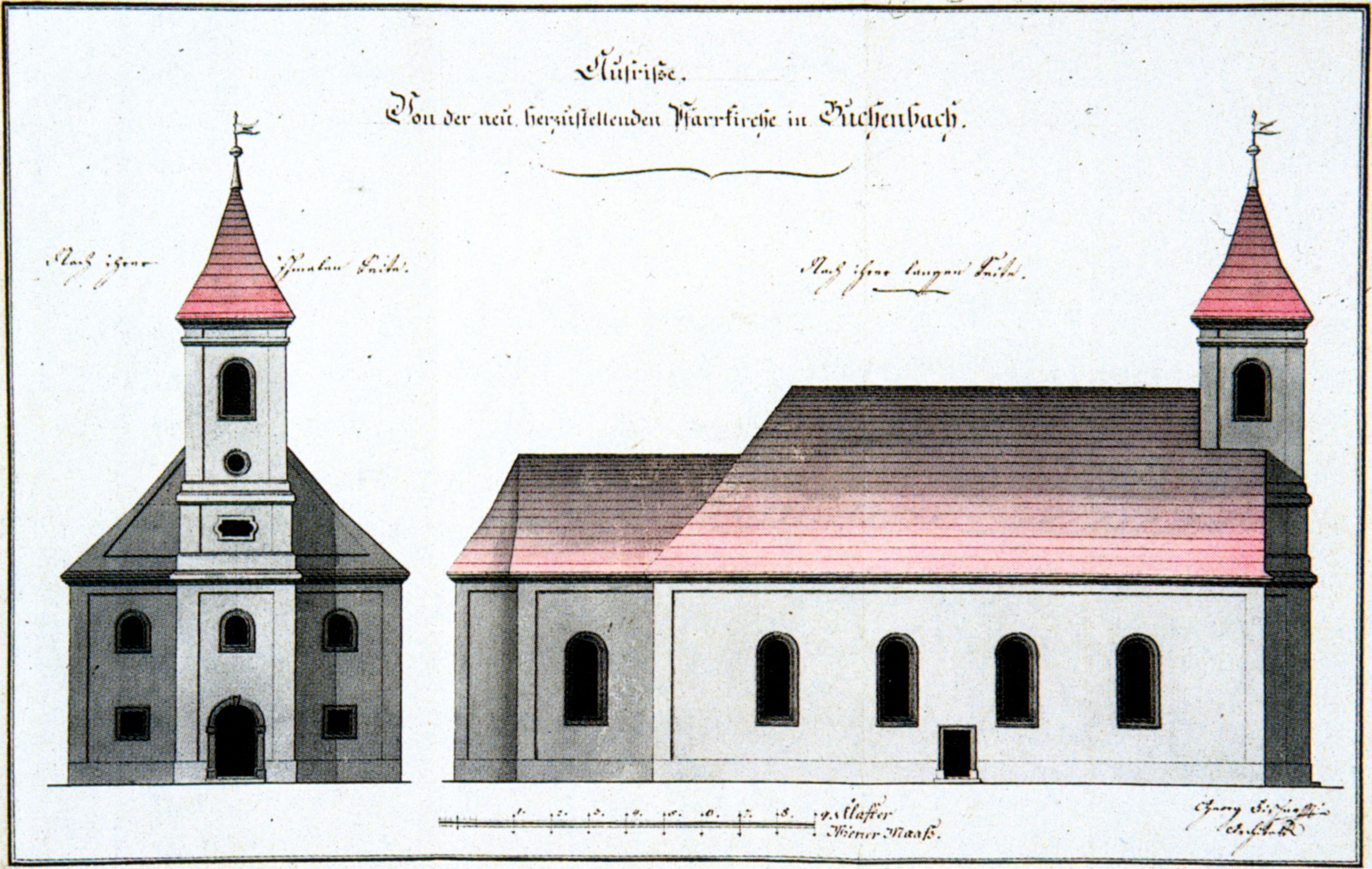
Aufriss
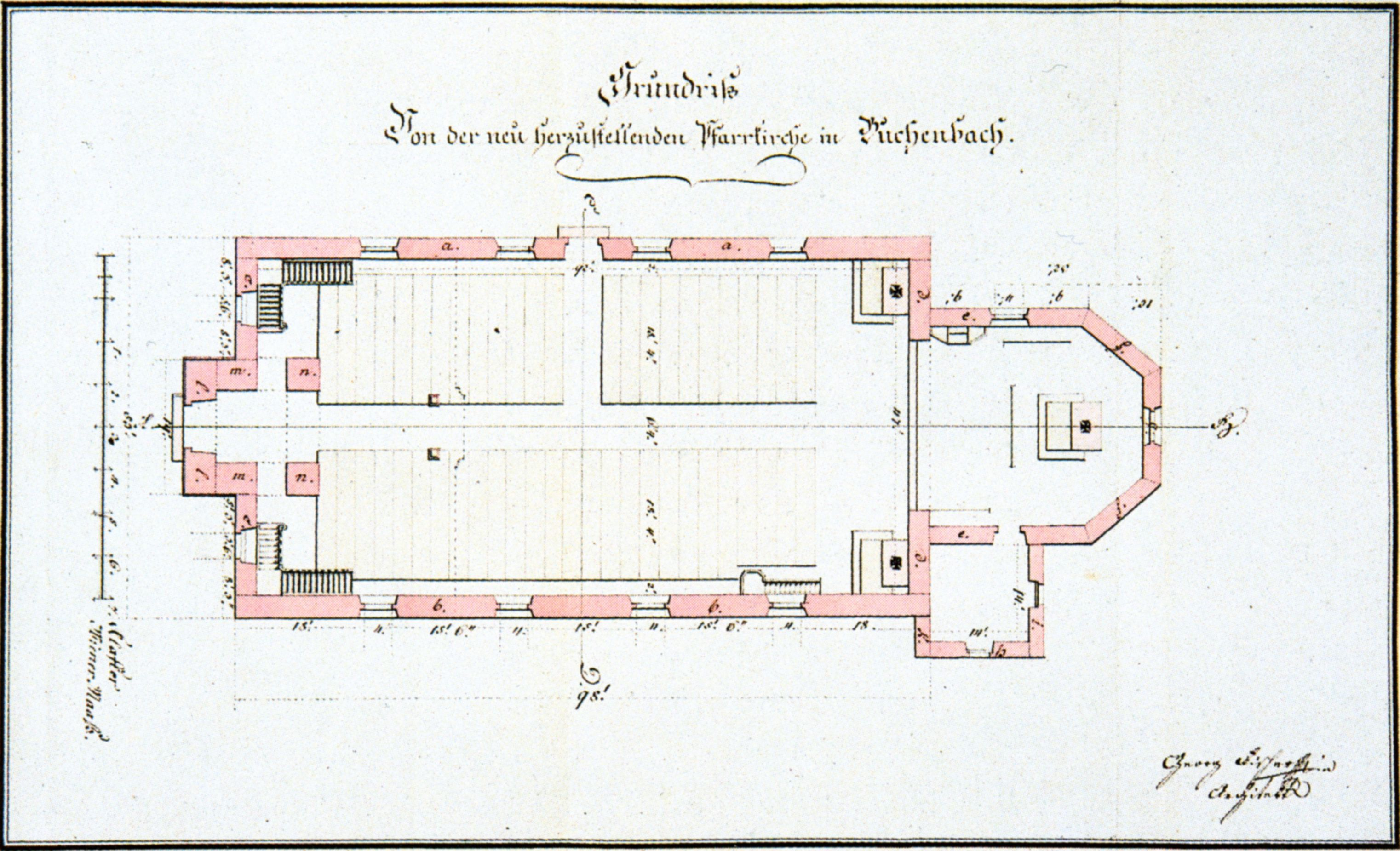
Grundriss

Letztlich wurde die Sakristei in den hintersten Teil des Chores verlegt und der geplante Turm durch einen Dachreiter ersetzt. Die für eine mögliche Vergrößerung der Kirche von Max Meckel, dem Baudirektor des Erzbistums Freiburg, 1897 vor Ort aufgenommenen Pläne zeigen ein Langhaus in schlichten klassizistischen Formen. Der Bau begann am 12. Mai 1811 mit dem Abbruch der alten Blasius-Kapelle und konnte schon am 15. November 1811 mit der Einsegnung (Benediktion) der ausgestatteten Kirche beendet werden.

Ausgeführte Kirche in Buchenbach
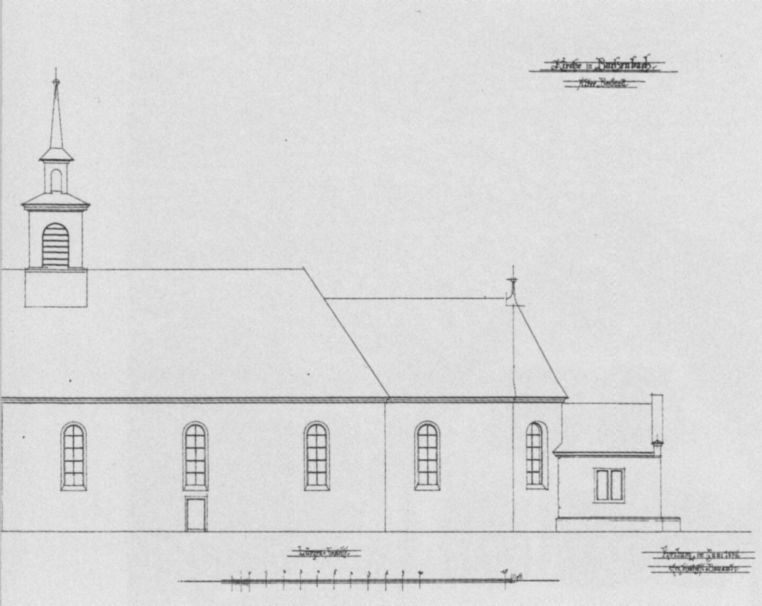
Seitenansicht
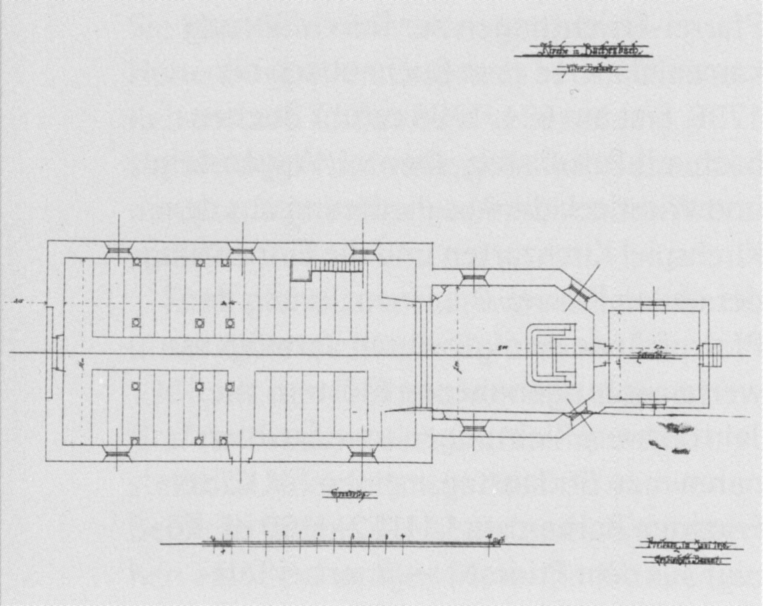
Grundriss